# Chotkův palác
Chotkův palác, Chotkovský palác nebo také měšťanský dům U Zlatého pelikána v Praze je empírový palác, který se nachází v ulici Hellichova 458/1 na Malé Straně v městské části Praha 1, v těsném sousedství gymnázia Jana Nerudy. Je chráněn jako kulturní památka.

## Historie a popis

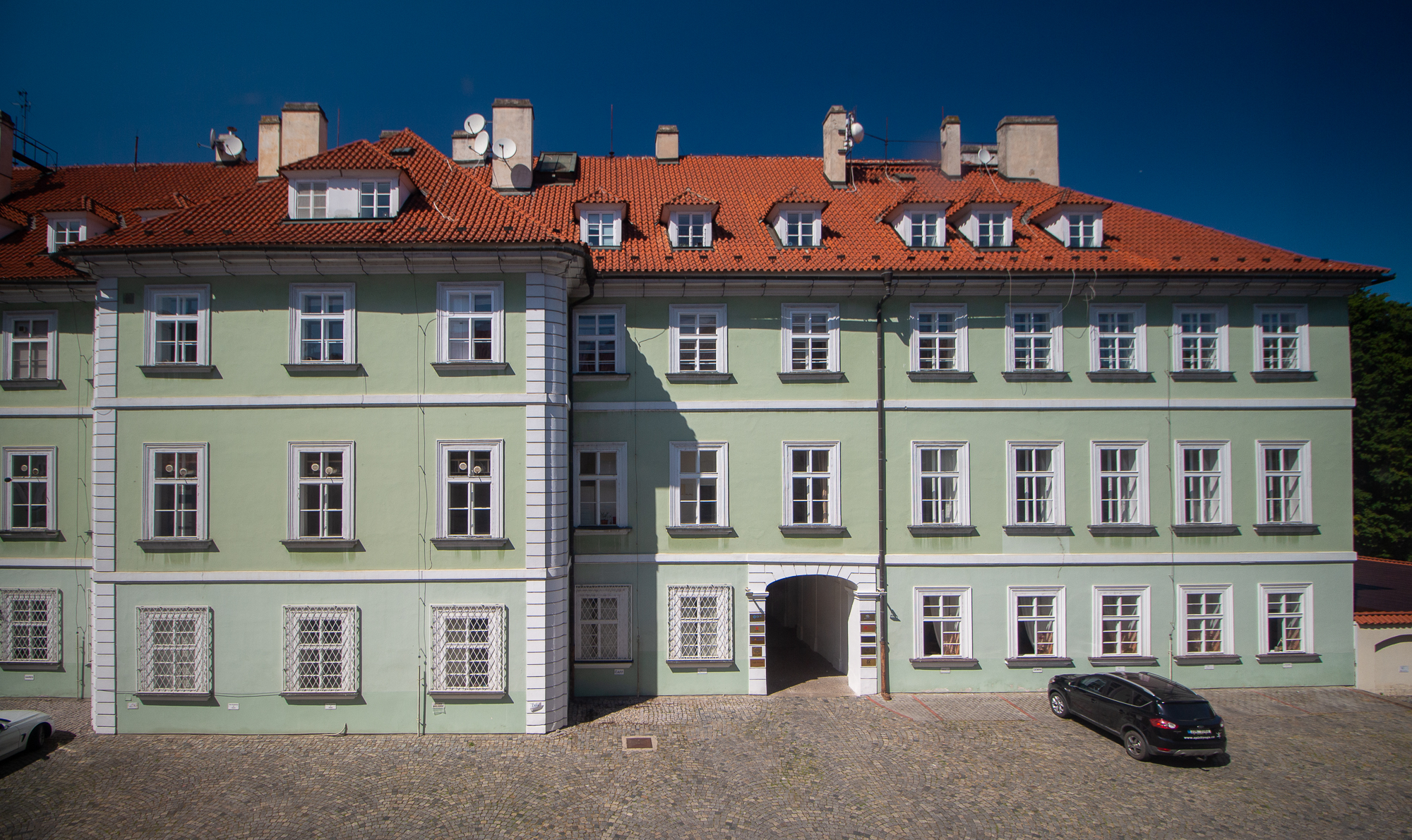
Chotkův palác, zadní trakt

Empírový palác vznikl po roce 1804 přestavbou tří barokních domů. Jedním z nich byl ve východní části dnešního paláce dům U Zlatého pelikána, který patřil houslaři Janu Jiřímu Hellmerovi (od něj měl údajně housle i Ludwig van Beethoven).
Iniciátorkou přestavby byla Marie Gabriela z Rottenhanu, ale ještě v 1. polovině 19. století se palác stal majetkem potomků její sestry Marie Isabely provdané za hraběte Jana Nepomuka Chotka. V roce 1844 se tu narodil Arnošt Chotek, kolem roku 1900 byl majitelem Emerich Chotek.
V 50. letech 20. století palác využíval Československý svaz tělesné výchovy a sportu. Po roce 1989 se stal majetkem České obce sokolské, jejíž hlavní sídlo je v sousedním areálu Tyršova domu.
Autorem stavebního návrhu přestavby na začátku 19. století byl Josef Zobel. Ve 40. letech 19. století pak pravděpodobně ještě došlo ke sjednocení a klasicistní úpravě fasády předního průčelí domu, které se v délce 60 metrů táhne Hellichovou ulicí a je rozděleno dvojicí vjezdových portálů. K mohutnému hlavnímu křídlu dvoupatrového paláce přiléhá na západní straně užší dvorní křídlo. V roce 1954 bylo vestavěno podkrovní patro.
K zadní části paláce přiléhala zahrada, která se nedochovala, dnes je na jejím místě parkovací plocha. Palác byl také několikrát poškozen při povodních, zejména v roce 1890 a poté znovu v roce 2002, kdy dosáhla výška vody do 1/3 přízemních oken a došlo k poškození celého přízemí.
Mezi lety 1994 až 1996 byl Chotkův palác kompletně zrekonstruován soukromou společností, která jej od té doby spravuje. Od roku 1996 je objekt Chotkova paláce provozován jako kancelářská budova s vlastním parkováním a recepčním servisem. Současný správce objektu pronajímá prostory takovým klientům, jako jsou Velvyslanectví Finska, Velvyslanectví Norského království nebo Japonské kulturní centrum zřízené Velvyslanectvím Japonska, které sídlí v nedalekém paláci Turbů. Dále zde sídlí právnické a poradenské firmy.